# Марескотти, Никола Тодаро
Никола Тодаро Марескотти (итал. Nicola Todaro Marescotti; род. 20 апреля 1969, Рим) — итальянский дипломат. Посол Италии в Финляндии.

## Общие сведения
Родился 20 апреля 1969 года в Риме. В 1993 году окончил юридический факультет университета Сапиенца.
С 1995 года на дипломатической службе. Работал в отделе по дипломатическим спорам, договорам и законодательству, Генеральном директорате по экономическим вопросам МИД Италии.
С 1998 года являлся главой коммерческого отдела посольства Италии в Польше (Варшава).
С 2002 года являлся первым секретарём и главой секретариата постоянного представительства Италии при НАТО (Брюссель). Являлся делегатом политического комитета программы «Партнёрство ради мира».
С 2006 года являлся заместителем руководителя отдела анализа и планирования Генерального секретариата МИД Италии.
С 2010 года — первый советник, глава пресс-службы и отдела культуры посольства Италии в Великобритании (Лондон). 
С 2015 года — первый торговый советник Постоянного представительства Италии при ЕС (Брюссель).
С 2017 года — глава отдела Генерального директората по вопросам политики и безопасности МИД Италии. С 2022 года — координатор от Италии по вопросу реформирования Совета безопасности ООН.
С мая 2022 года являлся дипломатическим советником Министерства университетов и исследований Италии.
С 2023 года — координатор программы «Глобальный портал ЕС» Генерального директората Европы и международной торговой политики МИД Италии.
Посол Италии в Финляндии (с 18 ноября 2024).

## Награды
- Кавалер Ордена «За заслуги перед Итальянской Республикой» (2019)